# Aurélien Panis
Aurélien Panis (Saint-Martin-d’Hères, 1994. október 29. –) francia autóversenyző, aki jelenleg a Túraautó-világkupában a  Comtoyou Team DHL Cupra Racing pilótája.
Édesapja, Olivier Panis aki 1994 és 2005 között összesen 157 Formula–1-es versenyen állt rajthoz.

## Pályafutása
Karrierjét a gokartozás után 2011-ben a Francia Formula–4-es bajnokság kezdte meg, amelyben 10. ként végzett. 2012-ben csatlakozott az Eurocup Formula Renault 2.0 és Formula Renult 2.0 Alps szériákhoz, utóbbi sorozatban 26 pontot szerzett. 2013-ban a Caterham Racing Academy tagja lett, amely az akkor Caterham F1 néven futó Formula–1-es istállóval állt kapcsolatban. Ebben az évben megszerezte az első pontjait is az Eurocup Formula Renault 2.0 szériában. 2014-ben csapatot váltott, azonban két győzelmet is szerzett, egyet az Eurocup Formula Renault 2.0-ban, míg a másikat a Northern European Cup keretein belül. 2015-ben a Formula Renault 3.5-ben versenyzett, itt a Tech 1 Racing pilótája volt. 2016-os szezonban az 5. helyen végzett Formula V8 3.5 szériában.

### Túraautózás
2017 - WTCC  és TCR
2017 januárjában egyéves szerződést írt alá a túraautó-világbajnokságban szereplő magyar Zengő Motorsporthoz. Ő lett a csapat történelmében az első nem magyar pilóta a WTCC-ben. Július 5-én bejelentették, hogy elhagyja a csapatot és a sorozatot, de marad a Honda családnál egy másik sorozatban. Még az nap az is kiderült, hogy a TCR nemzetközi sorozatban folytatja a szereplést a belga Boutsen Ginion Racing Honda Civicjébe ül be a szezon további négy hétvégéjére. A thai versenyhétvége második futamát meg is tudta nyerni és a leggyorsabb kört is megfutotta. Továbbá a kínai első versenyen 10. lett, ismét megfutva a leggyorsabb kört. A szezon végén összetettben a 20. lett 27 pontot gyűjtve.
2018–2019 - WTCR
2018-ra bejelentették, hogy a WTCC és a TCR nemzetközi sorozat összeolvad egy egységes bajnoksággá, így Panis ott szerződést írt alá a Comotoyou Racing csapatához. A bajnokság első kilenc nagydíján még pontot sem sikerült szerezni. Zandvoortban a holland verseny hétvégéjén megszerezte első világkupa pontját amikor a 10. helyen ért célba. Az év második felében, azonban rendre sűrűn a pontszerzők között látta meg a kockás zászlót. Az év végi összesítésben 17. lett 55 egységet szerezve.
2019-re maradt a csapatnál, de autót és márkát váltott. Az Audi RS3 LMS TCR-t leváltotta a Cupra León ami a csapat nevét is megváltoztatta. Az istálló teljes neve Comtoyou Team DHL CUPRA Racingé változott. Panis egy új csapattársat is kapott, Tom Coronel érkezett a belgákhoz a DHL támogatásával.

### Sportautózás
2019-ben pár hétvégén részt vett korábbi csapatával, a Tech 1 Racinggel a GT Európában a Pro kategóriában.
2020-ra, miután jelentősen változott a WTCR nevezési listája, távozott és teljes idényre aláírt a közben nevett változtatott sorozatba, de ezúttal a Silver, vagyis az ezüst licenszes versenyzők számára kiírt kategóriában. A holland hétvégén, Zandvoortban ő és csapattársa, Thomas Neubauer végeztek legelőrébb az osztályukban, a 4. helyen összetettben, ami kategória győzelmet ért a számukra.

## Eredményei

### Teljes Formula V8 3.5 (Formula Renault 3.5) eredménysorozata
(Félkövér: pole-pozíció, dőlt: leggyorsabb kör, a színkódokról részletes információ itt található)
| Év   | Csapat           | 1        | 2        | 3       | 4        | 5       | 6       | 7        | 8       | 9        | 10       | 11      | 12       | 13       | 14       | 15      | 16       | 17       | 18       | Helyezés | Pont |
| ---- | ---------------- | -------- | -------- | ------- | -------- | ------- | ------- | -------- | ------- | -------- | -------- | ------- | -------- | -------- | -------- | ------- | -------- | -------- | -------- | -------- | ---- |
| 2015 | Tech 1 Racing    | ALC 1 12 | ALC 2 13 | MON 1 7 | SPA 1 ki | SPA 2 7 | HUN 1 7 | HUN 2 13 | RBR 1 8 | RBR 2 ki | SIL 1 ki | SIL 2 9 | NÜR 1 14 | NÜR 2 ki | BUG 1 5  | BUG 2 6 | JER 1 ki | JER 2 13 |          | 12.      | 42   |
| 2016 | Arden Motorsport | ALC 1 5  | ALC 2 1  | HUN 1 4 | HUN 2 3  | SPA 1 8 | SPA 2 5 | LEC 1 8  | LEC 2 4 | SIL 1 5  | SIL 2 5  | RBR 1 5 | RBR 2 1  | MNZ 1 4  | MNZ 2 ki | JER 1 4 | JER 2 ki | CAT 1 4  | CAT 2 12 | 5.       | 183  |

### Teljes WTCC-s eredménysorozata
| 10 | Ki | Ni | 12 | 10 | 14 | 13 | 12 | 11 | 16† |  |  |  |  |  |  |  |  |  |  |

† A versenyt nem fejezte be, de helyezését értékelték, mert a versenytáv több, mint 90%-át teljesítette.

### Teljes TCR nemzetközi sorozat eredménylistája
|  |  |  |  |  |  |  |  |  |  |  |  | 15† | Ni | 19 | 1 | 10 | 13 | 14 | 13 |

† A versenyt nem fejezte be, de helyezését értékelték, mert a versenytáv több, mint 75%-át teljesítette.

### Teljes WTCR-es eredménysorozata
| Év   | Csapat                         | Autó              | 1   | 1   | 1   | 2   | 2   | 2   | 3   | 3   | 3   | 4   | 4   | 4   | 5   | 5   | 5   | 6   | 6   | 6   | 7   | 7   | 7   | 8   | 8   | 8   | 9   | 9   | 9   | 10  | 10  | 10  | Helyezés | Pont |
| 2018 | Comtoyou Racing                | Audi RS 3 LMS TCR | MAR | MAR | MAR | HUN | HUN | HUN | GER | GER | GER | NED | NED | NED | POR | POR | POR | SVK | SVK | SVK | CHN | CHN | CHN | WUH | WUH | WUH | JPN | JPN | JPN | MAC | MAC | MAC | 17.      | 55   |
| ---- | ------------------------------ | ----------------- | --- | --- | --- | --- | --- | --- | --- | --- | --- | --- | --- | --- | --- | --- | --- | --- | --- | --- | --- | --- | --- | --- | --- | --- | --- | --- | --- | --- | --- | --- | -------- | ---- |
| 2018 | Comtoyou Racing                | Audi RS 3 LMS TCR | Ki  | 14  | 16  | 15  | 20  | Ki  | 11  | 12  | 11  | 10  | Ki  | 13  | 16† | 8   | 9   | 9   | Ki  | 10  | 10  | 10  | 9   | 9   | 7   | 11  | 13  | 4   | 5   | 16  | 9   | Ki  | 17.      | 55   |
| 2019 | Comtoyou Team DHL CUPRA Racing | Cupra León TCR    | MAR | MAR | MAR | HUN | HUN | HUN | SVK | SVK | SVK | NED | NED | NED | GER | GER | GER | POR | POR | POR | CHN | CHN | CHN | JPN | JPN | JPN | MAC | MAC | MAC | MAL | MAL | MAL | 17.      | 127  |
| 2019 | Comtoyou Team DHL CUPRA Racing | Cupra León TCR    | Ki  | 21  | 19  | 54  | 13  | 11  | 24† | 23† | 8   | 13  | 14  | 12  | 17  | 8   | 7   | 6   | 16  | 12  | 6   | Ki  | 63  | 14  | 19  | 17  | 12  | Ki  | 23  | 2   | 11  | Ki  | 17.      | 127  |

* A szezon jelenleg is zajlik.
† A versenyt nem fejezte be, de helyezését értékelték, mert a versenytáv több, mint 75%-át teljesítette.

### Teljes Európai Le Mans sorozat eredménylistája
(Táblázat értelmezése)

(Félkövér: pole-pozícióból indult; dőlt: leggyorsabb kört futott) 

| Év   | Csapat     | Osztály | Kasztni        | Motor                 | 1   | 2   | 3   | 4   | 5       | 6   | Helyezés | Pont |
| ---- | ---------- | ------- | -------------- | --------------------- | --- | --- | --- | --- | ------- | --- | -------- | ---- |
| 2018 | IDEC Sport | LMP2    | Ligier JS P217 | Gibson GK428 4.2 L V8 | LEC | MNZ | RBR | SIL | SPA 14‡ | ALG | 35.      | 0,25 |

‡ A versenyt félbeszakították, és mivel nem teljesítették a táv 75%-át, így csak a pontok felét kapta meg.

### Teljes GT Európa eredménylistája
| Év   | Csapat        | Osztály | 1        | 2        | 3        | 4        | 5        | 6        | 7        | 8        | 9        | 10       | Helyezés | Pont |
| ---- | ------------- | ------- | -------- | -------- | -------- | -------- | -------- | -------- | -------- | -------- | -------- | -------- | -------- | ---- |
| 2019 | Tech 1 Racing | Pro     | BRH 1    | BRH 2    | MIS 1    | MIS 2    | ZAN 1 15 | ZAN 2 Ki | NÜR 1 19 | NÜR 2 5  | HUN 1 26 | HUN 2 22 | 20.      | 6    |
| 2020 | Tech 1 Racing | Silver  | MIS 1 Ki | MIS 2 15 | MIS 3 19 | MAG 1 Ki | MAG 2 18 | ZAN 1 7  | ZAN 2 4  | CAT 1 12 | CAT 2 19 | CAT 3 8  | 7.       | 60   |